# 万安県
万安県（まんあん-けん）は中華人民共和国江西省吉安市に位置する県。

## 行政区画
- 鎮:芙蓉鎮、五豊鎮、梘頭鎮、窯頭鎮、百嘉鎮、高陂鎮、潞田鎮、沙坪鎮、夏造鎮
- 郷:羅塘郷、弾前郷、武術郷、宝山郷、澗田郷、順峰郷、韶口郷

## 交通

### 鉄道
- 中国国家鉄路集団
  - 昌贛旅客専用線
    - 万安県駅

### 道路
- 高速道路
  - 大広高速道路
- 国道
  - G105国道